# Rayman Junior
Rayman Junior, Rayman pour les Juniors ou encore Rayman : Jeu d'action pour réviser - Calcul et Lecture est un jeu éducatif ayant pour but d'apprendre les bases de la lecture et des mathématiques aux enfants, développé et édité par Ubisoft,,. Il connut différentes versions pour un public allant du CP à la sixième. Sorti en 1996 sur MS-DOS, il a ensuite connu une ré-édition en 2000 lors de son portage sur PlayStation. Le jeu se déroule en douze niveaux différents qui présentent chacun un exercice particulier (additions, soustractions, prononciation…) reprenant certains lieux présents dans Rayman comme le repaire de monsieur Dark ou la cité des images,.

## Système de jeu
Le gameplay de Rayman Juniors est basé sur celui du premier jeu Rayman. Il a été cependant simplifié pour être accessible aux jeunes joueurs.
Chaque niveau est composé de cinq sections. Dans la dernière, le joueur doit accomplir un défi imposé par le Magicien dans un temps limité.
Sur la carte du monde, séparé des autres niveaux, on trouve une zone appelée le jardin de Bétilla. Elle regroupe des niveaux faisant office de tutoriel.

## Voix françaises
- Steven Perkinson : Rayman
- Gérard Loussine : Le Magicien
- Brigitte Guedj : Bétilla la fée

## Accueil
Tout comme Rayman, Rayman Junior est bien accueilli par l'ensemble des critiques et rédactions.
- PC Team : 18/20[6]
- Electric Playground : 7/10[7]